# Walter Heise (Widerstandskämpfer)

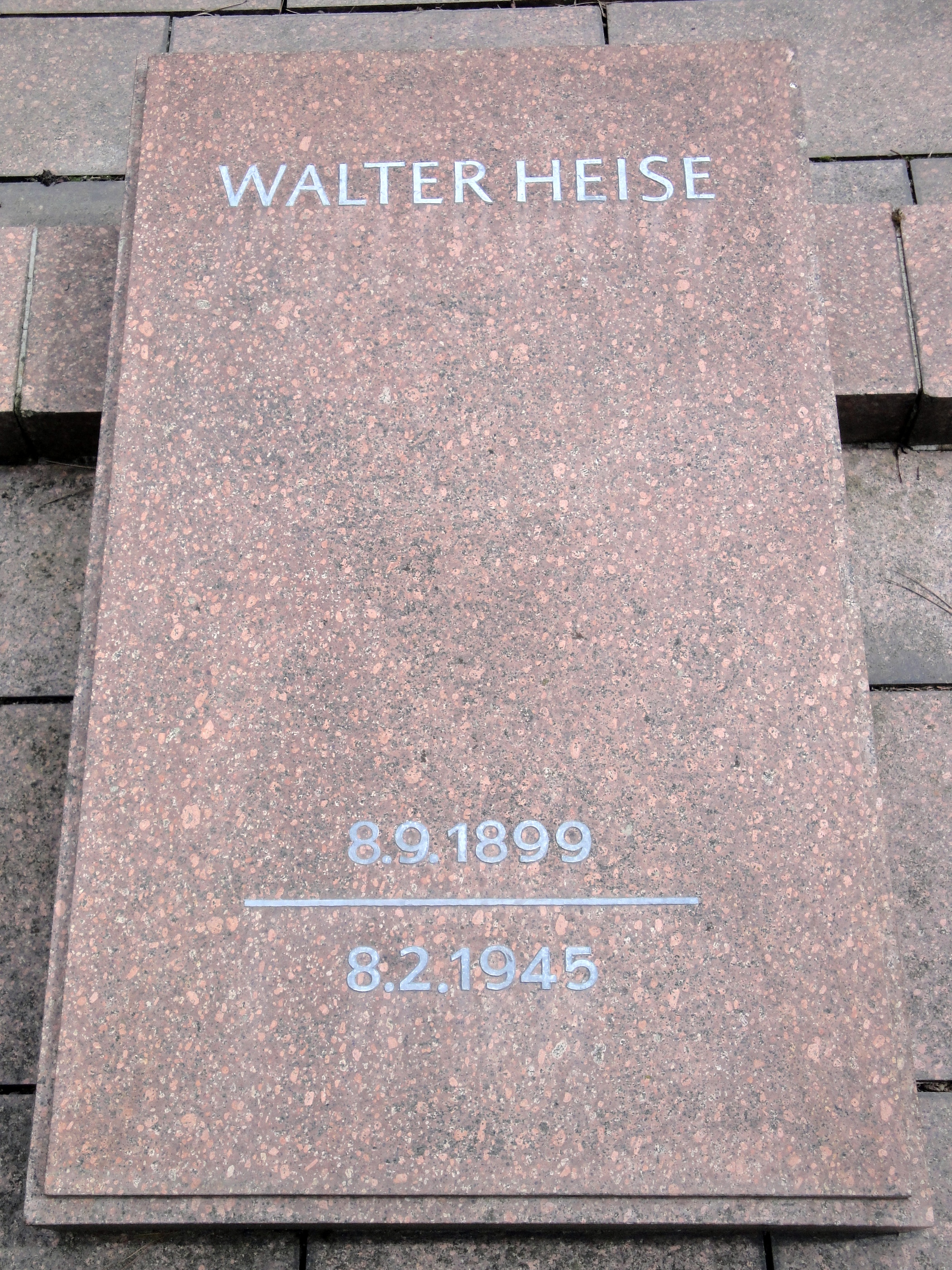
Grab von Walter Heise auf dem Südfriedhof in Leipzig

Walter Heise (* 8. September 1899 in Aschersleben; † 8. Februar 1945 in Dresden) war als Mitglied der KPD Widerstandskämpfer gegen das NS-Regime.

## Biografie
Heise war der Sohn eines Schlossers. Nach dem Schulabschluss erlernte er den Beruf des kaufmännischen Angestellten. Seine beiden Brüder starben im Ersten Weltkrieg. 1917 wurde er Mitglied der SPD. 1924 zog er nach Leipzig und im Jahr 1926 heiratete er Klara Burgdorff. 1927 wurde der Sohn Günter geboren. Durch die Familie seiner Frau bekam er Kontakt zur KPD, der er 1931 beitrat. Walter Heise war in dieser Zeit meist arbeitslos und übte nur Gelegenheitstätigkeiten aus. Er engagierte sich politisch, wie in der Erwerbslosenbewegung, wo er 1932 eine Demonstration Arbeitsloser in der Leipziger Innenstadt organisierte und leitete.
Nach dem der Machtergreifung folgenden Parteiverbot am 28. Februar 1933 ging Walter Heise mit etwa der Hälfte der etwa 30 ehemaligen KPD-Mitglieder Probstheidas zum illegalen Widerstand über. Sie vervielfältigten und verteilten Flugblätter und anderes Agitationsmaterial. Nach der Umlagerung eines Vervielfältigungsapparates aus dem Stadtgebiet in einen Schuppen auf dem Gelände des Wohnhauses von Walter Heise in Probstheida wurde er 1934 verhaftet. Im Januar 1936 wurde er wegen „Vorbereitung des Hochverrats“ in Dresden zu 2 Jahren und 9 Monaten Zuchthaus verurteilt. Die Zeit der Untersuchungshaft angerechnet, saß er bis Juli 1937 im Zuchthaus Zwickau ein. Anschließend fand er – „wehrunwürdig“ und ständig unter Polizeiaufsicht – bis 1942 nur gelegentlich Arbeit, bis ihn die Feuerungs- und Trocknungsanlagenbaufirma Fränkel & Viebahn in Holzhausen als Lohnbuchhalter einstellte. Auch dort setzte Walter Heise seine antifaschistische Arbeit inner- und außerhalb des Betriebes fort. Im März 1943 wurde er verhaftet, aber wegen Geringfügigkeit wieder freigelassen, bis er, auf Grund eines abgeworfenen Flugblattes und Antikriegsäußerungen gegenüber Arbeitskollegen bei der Gestapo denunziert und am 15. August 1944 erneut verhaftet wurde. Vom Volksgerichtshof in Dresden wurde er am 15. Dezember 1944 wegen „Wehrkraftzersetzung“ zum Tode durch das Fallbeil verurteilt. Sein inzwischen 18-jähriger Sohn starb am 6. Februar 1945 im Kriegseinsatz. Am 8. Februar 1945 wurde Walter Heise in Dresden hingerichtet. Den Abschiedsbrief ihres Mannes erhielt Klara Heise, die 1981 verstarb, erst am 7. März 1945.

## Ehrung
- Die sterblichen Überreste von Walter Heise wurden nach dem Krieg im Ehrenhain auf dem Leipziger Südfriedhof beigesetzt.
- Im April 1976 wurde die Schule Holzhausen nach ihm benannt und auf dem Schulhof ein Gedenkstein für ihn eingeweiht. Die POS „Walter Heise“ wurde 1992 in Grundschule und Mittelschule Holzhausen aufgetrennt,[3] legte den Namen ab und das Denkmal wurde auf eine Grünfläche an der Walter-Heise-Straße verlegt.
- Die Walter-Heise-Straße in Holzhausen hat den Namen Ende der 1970er-Jahre erhalten.[1]
- Eine Walter-Heise-Straße in Reudnitz wurde – um mehrfach vorkommende Straßennamen zu beseitigen – 2001 in Carpzovstraße umbenannt.[4][5]

- In Probstheida wurde 2018 ein Stolperstein vor der jetzigen Russenstraße 69 verlegt.[6]

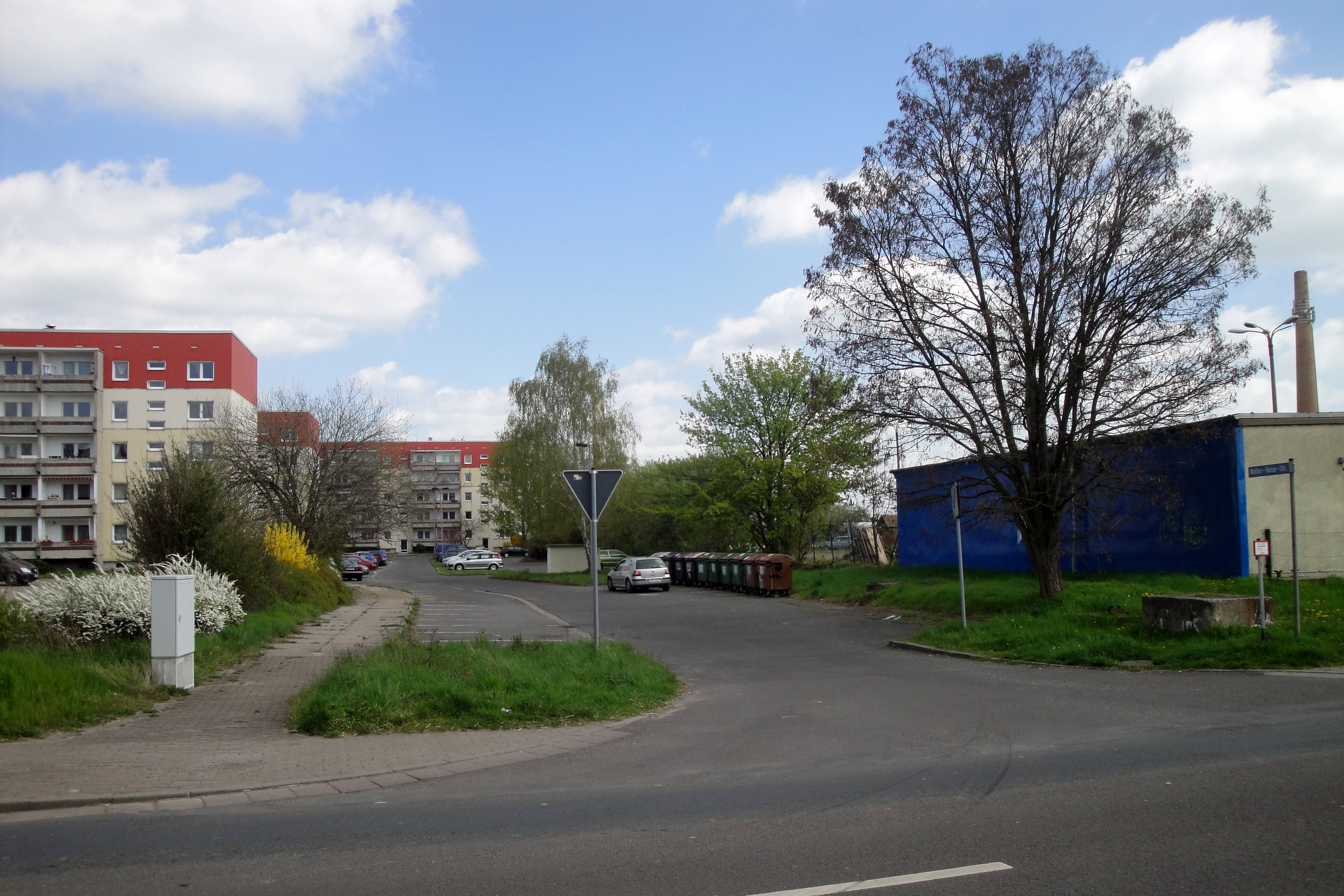
Walter-Heise-Straße in Holzhausen
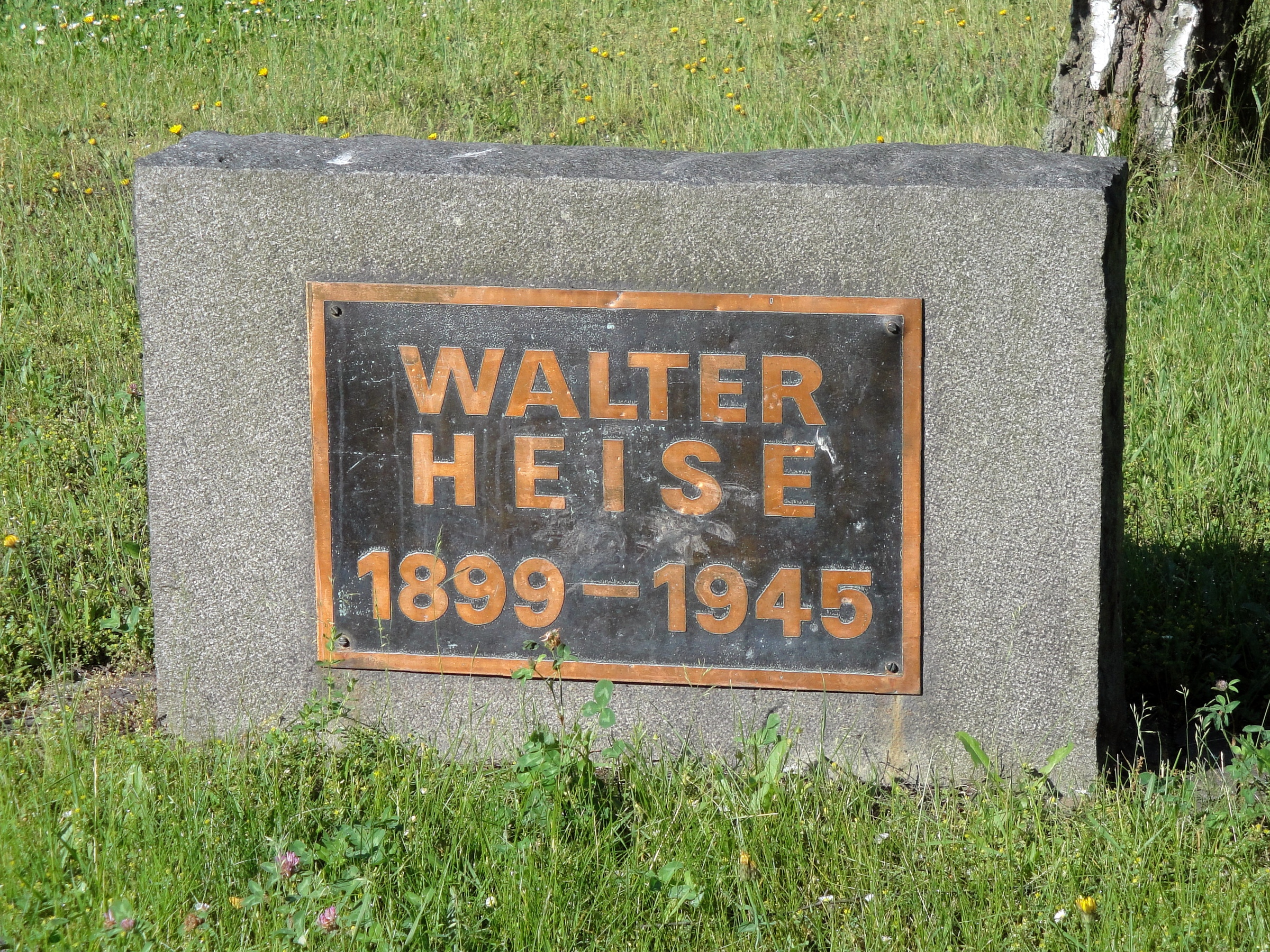
Gedenkstein für Walter Heise in der Walter-Heise-Straße
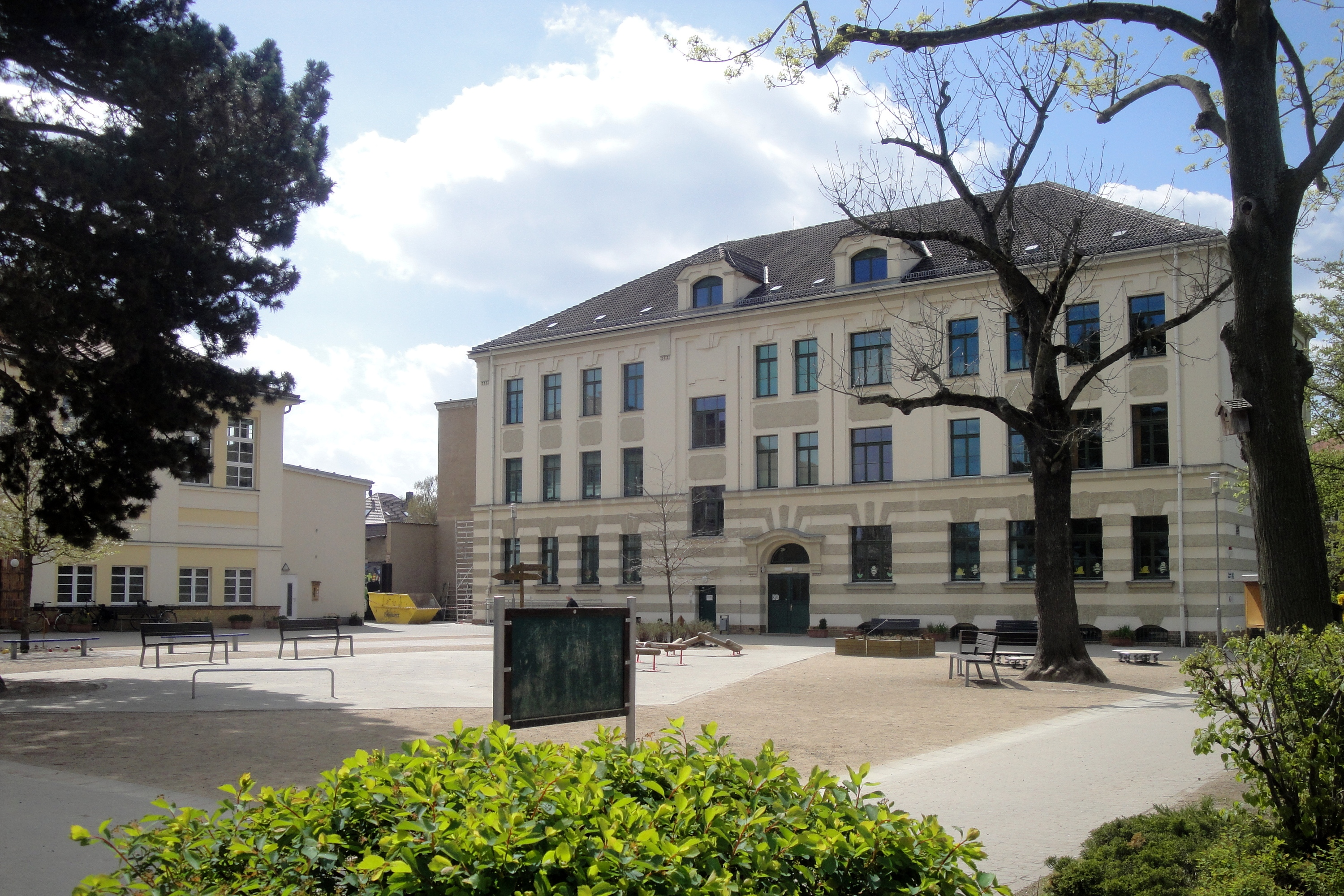
Grundschule Holzhausen, ehemalige POS „Walter Heise“
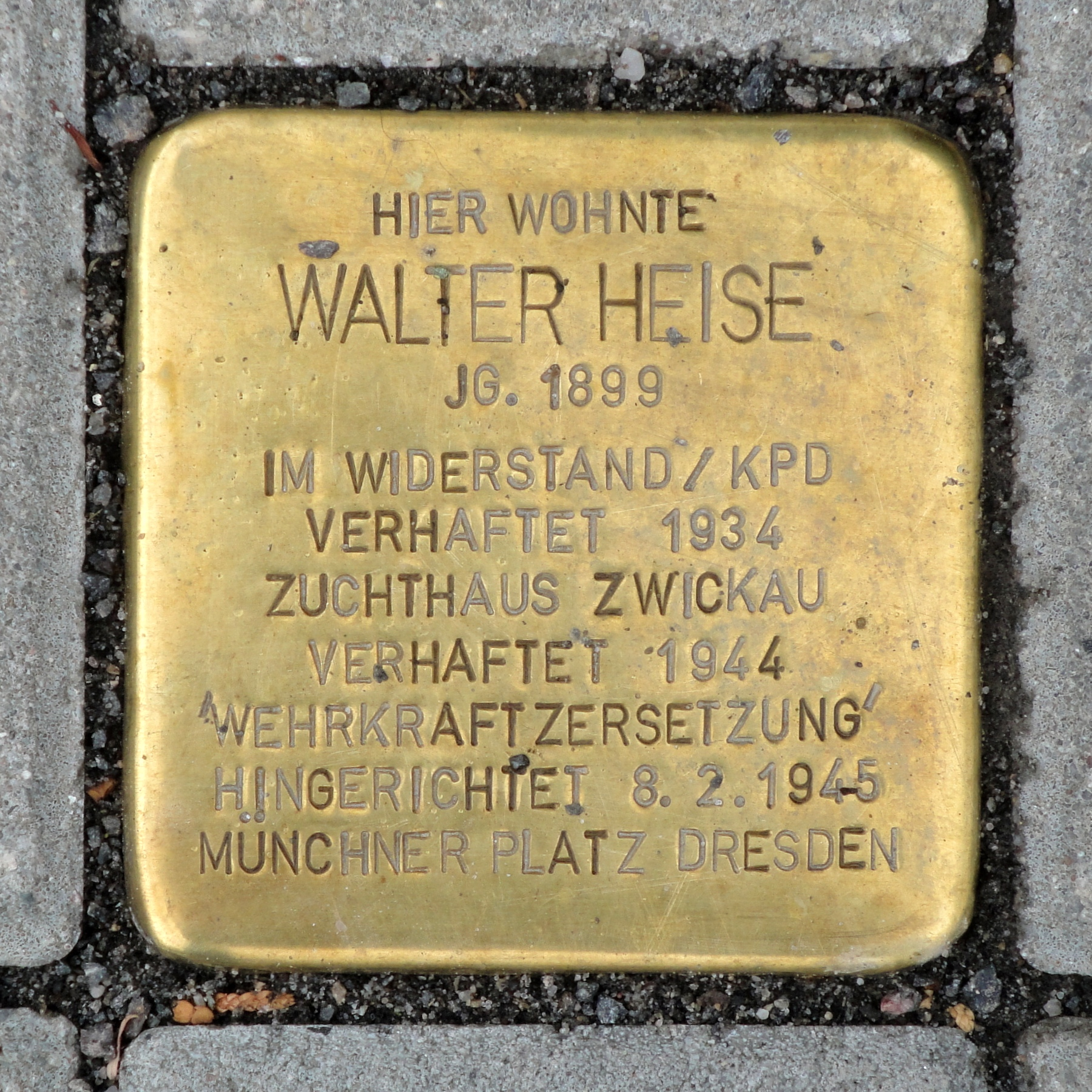
Stolperstein in der Russenstraße in Probstheida